# (500509) 2012 TJ288
(500509) 2012 TJ288 es un asteroide perteneciente al cinturón exterior de asteroides, descubierto el 10 de octubre de 2012 por el equipo del Mount Lemmon Survey desde el Observatorio del Monte Lemmon, Arizona, Estados Unidos.

## Designación y nombre
Designado provisionalmente como 2012 TJ288.

## Características orbitales
2012 TJ288 está situado a una distancia media del Sol de 3,206 ua, pudiendo alejarse hasta 3,573 ua y acercarse hasta 2,838 ua. Su excentricidad es 0,114 y la inclinación orbital 7,637 grados. Emplea 2096,75 días en completar una órbita alrededor del Sol.

## Características físicas
La magnitud absoluta de 2012 TJ288 es 16,5. 